# Spirit Airlines
Spirit Airlines — американська бюджетна авіакомпанія, що базується в Мірамарі, Флорида з основними напрямками польотів в Північній і Південній Америці. Spirit Airlines в даний час використовує хаби в Форт-Лодердейлі (штат Флорида) і Детройті (штат Мічиган). Більше половини польотів компанії виробляються на Багамські острови, острови Карибського моря і в Латинську Америку.

## Історія
Spirit Airlines була заснована в 1980 році в окрузі Макомб, Мічиган як Charter One,, що базується в Детройті чартерний туроператор, що забезпечує повні турпакети та пасажирські перевезення в Атлантік-Сіті, Лас-Вегас і на Багамські острови. У 1990 році Charter One почав регулярні авіаперевезення з Бостона і Провіденс (штат Род-Айленд) в Атлантік-Сіті. 29 травня 1992 року Charter One ввів реактивні літаки в свій флот, змінивши назву на Spirit Airlines почав польоти з Детройта в Атлантік-Сіті.
У квітні 1993 року Spirit Airlines почала регулярні рейси в міста Флориди. За наступні п'ять років Spirit розширила географію польотів, включивши в неї Лос-Анджелес, Нью-Йорк та штат Південна Кароліна.
У листопаді 1999 року Spirit Airlines перевела свою штаб-квартиру з Мічигану Мірамар, Флорида. В ході експансії ринку були додані польоти в Чикаго. У листопаді 2001 року Spirit почала польоти в Сан-Хуан (Пуерто-Рико) і ввела повністю іспаномовну підтримку для пасажирів, включаючи вебсайт і бронювання.
У 2002 році Spirit почала польоти в Денвер (Колорадо) (пізніше цей напрямок було закрито) і в Лас-Вегас (Невада).
Восени 2003 року Spirit відновила польоти в Вашингтон, в столичний Національний аеропорт імені Рональда Рейгана, припинені після терактів 11 вересня 2001 року і почала польоти в Канкун, Мексика.
26 вересня 2007 року Spirit оголосила про оновлення зовнішнього вигляду літаків. Було заявлено, що нова фарба менше важить, і через це літаки будуть спалювати менше палива.
17 вересня 2009 року Федеральне управління цивільної авіації США оштрафувало Spirit Airlines на 375 000 доларів США за порушення прав споживачів.
З 1 серпня 2010 року Spirit Airlines стала стягувати додаткову оплату до 50 доларів США за ручну поклажу, що перевищує розміри 40х35х30 см.

## Географія польотів
Spirit Airlines в даний час здійснює польоти в 40 міст Центральної Америки, Карибського басейну, Південної Америки і США.

## Флот

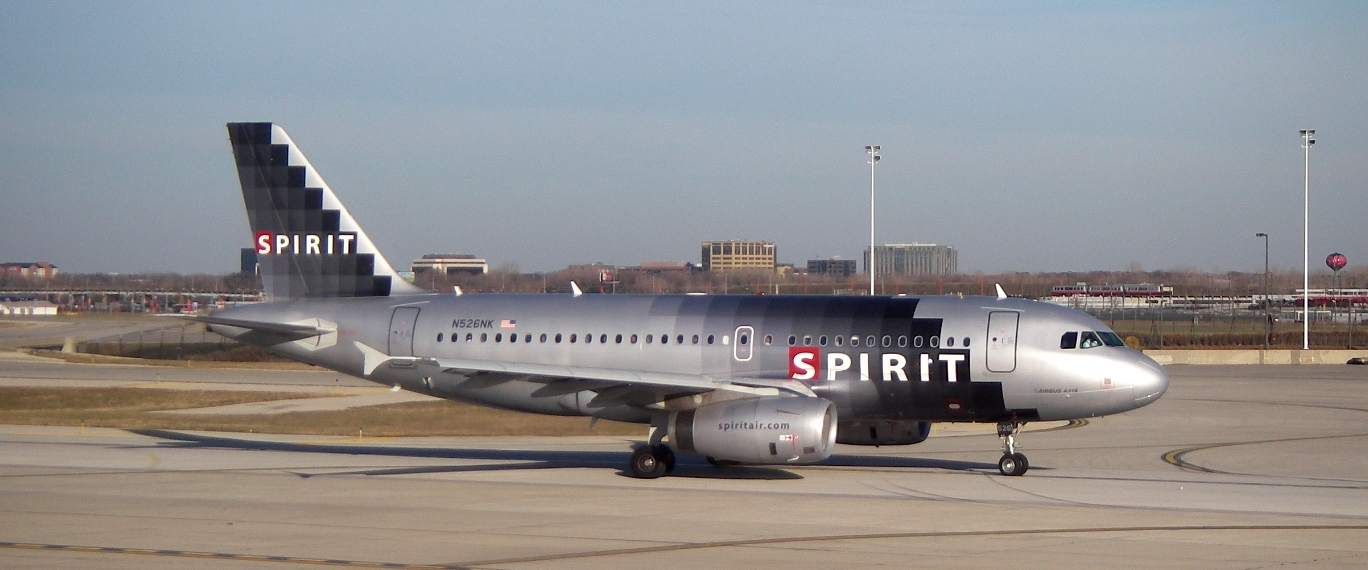
Airbus A319 компанії Spirit Airlines

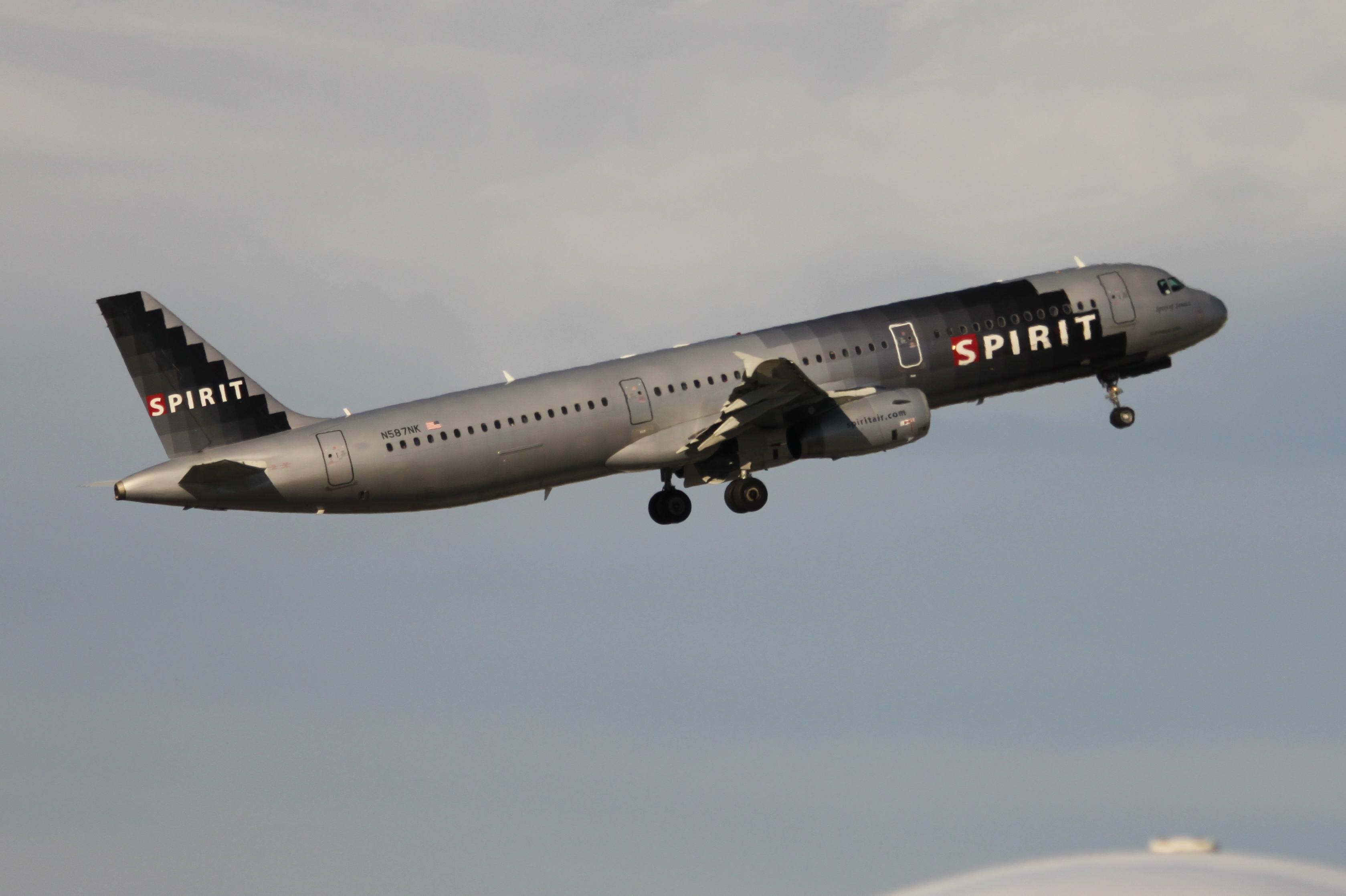
Airbus A321 компанії Spirit Airlines, який відправляється з аеропорту Форт-Лодердейл

Флот Spirit Airlines складається тільки з європейських літаків Airbus, на серпень 2017 року їх кількість становить 105 бортів:
На вересень 2009 середній вік літаків був 3,3 року. Spirit має другий за найменшим віком флот літаків Airbus в обох Америках після мексиканської авіакомпанії Volaris.